# 白河三兎
白河 三兎（しらかわ みと）は、日本の小説家・推理作家。

## 経歴・人物
2009年、『プールの底に眠る』で第42回メフィスト賞を受賞し、小説家デビュー。2012年、本の雑誌社が刊行した『おすすめ文庫王国2013』で『私を知らないで』がオリジナル文庫大賞ベスト1に選ばれる。文芸評論家の北上次郎は白河三兎を「現代エンターテインメントの最前線をひた走る作家」と評している。

## 作品リスト

### 単著
- プールの底に眠る（2009年12月 講談社ノベルス / 2013年4月 講談社文庫）
- 角のないケシゴムは嘘を消せない（2011年1月 講談社ノベルス）
  - 【改題】ケシゴムは嘘を消せない（2014年1月 講談社文庫）
- 私を知らないで（2012年10月 集英社文庫）
- 君のために今は回る（2013年6月 講談社）
- もしもし、還る。（2013年8月 集英社文庫）
- 神様は勝たせない（2014年3月 ハヤカワ文庫JA）
- 総理大臣暗殺クラブ（2014年7月 KADOKAWA）
- ふたえ（2015年7月 祥伝社 / 2018年6月 祥伝社文庫）
- 小人の巣（2015年10月 双葉社）
- 田嶋春にはなりたくない（2016年2月 新潮社 / 2019年1月 新潮文庫nex）
  - 収録作品：肩を濡らさない相合傘 / 自作自演のミルフィーユ / スケープゴート・キャンパス / 八方美人なストライクゾーン / 手の中の空白
- 十五歳の課外授業（2016年4月 集英社文庫）
- 計画結婚（2017年2月 徳間書店 / 2019年6月 徳間文庫）
- 他に好きな人がいるから（2017年10月 祥伝社 / 2020年5月 祥伝社文庫）
- 無事に返してほしければ（2018年10月 小学館 / 2021年2月 小学館文庫）
- 冬の朝、そっと担任を突き落とす（2020年12月 新潮文庫nex）
- ひとすじの光を辿れ（2023年6月 新潮文庫nex）

### アンソロジー
「」内が白河三兎の作品
- ザ・ベストミステリーズ 2015 推理小説年鑑（2015年5月 講談社）「自作自演のミルフィーユ」
  - 【分冊・改題】Propose 告白は突然に ミステリー傑作選（2018年5月 講談社文庫）
- どうぶつたちの贈り物（2016年1月 PHP研究所）「幸運の足跡を追って」
  - 【改題】世にもふしぎな動物園（2018年11月 PHP文芸文庫）
- 十年交差点（2016年9月 新潮文庫nex）「白紙」
- X'mas Stories 一年でいちばん奇跡が起きる日（2016年11月 新潮文庫）「子の心、サンタ知らず」
- ザ・ベストミステリーズ2017 推理小説年鑑（2017年5月 講談社）「旅は道連れ世は情け」
  - 【再編集・改題】ベスト6ミステリーズ2016（2020年4月 講談社文庫）

### 雑誌発表作品
- 子の心、サンタ知らず（新潮社『小説新潮』2014年12月号） - 田嶋春にはなりたくない
- シンデレラガール（講談社『メフィスト』2011 VOL.2）
- 票は銃より強し（角川書店『小説 野性時代』2013年7月号）
- 2位じゃダメ?（角川書店『小説 野性時代』2013年9月号）
- 部活のすすめ（KADOKAWA『小説 野性時代』2014年12月号）
- 子供の皮（新潮社『小説新潮』2015年12月号）
- 旅は道連れ世は情け（新潮社『小説新潮』2016年5月号）
- 白紙（新潮社『yom yom』vol.39 2016年冬号）
- お静かに、ノマドが聞いています（新潮社『小説新潮』2017年6月号）
- 蜘蛛の糸（新潮社『小説新潮』2019年2月号）
- どうぞ、こちらの席へ（新潮社『小説新潮』2019年9月号）
- 忘却のドア（新潮社『小説新潮』2020年9月号）